# أريحا في العصر الحجري الحديث
أريحا (بالإنجليزية: Jericho)‏ هي مدينة فلسطينية تاريخية قديمة تقع علي الضفة الغربية لنهر الأردن وعند شمال البحر الميت، والتي يعود تاريخها إلى 10,000 سنة قبل الميلاد. قسم علماء ما قبل التاريخ العصر الحجري الحديث إلى عدة مراحل; العصر الحجري الحديث ما قبل الفخار (8500- 5500ق.م) ويقسم إلى; أولا العصر الحجري الحديث ما قبل الفخار أ (8500- 7500ق.م)، وثانيا العصر الحجري الحديث ما قبل الفخار ب (7500- 6000ق.م) ,الذي يقسم إلى; المرحلة المبكرة (7500- 7200ق.م)، المرحلة المتوسطة (7200- 6500ق.م)، المرحلة المتأخرة (6500- 6000ق.م)، وثالثا العصر الحجري الحديث ما قبل الفخار ج (6000- 5500ق.م)، ورابعا العصر الحجري الحديث الفخار (5500- 4500ق.م). تتحدث هذه المقالة عن العصر الحجري الحديث ما قبل الفخار في أريحا، وسنتحدث فيه عن المرحلتين أ - ب من هذا العصر وذلك لعدم العثور على معطيات من المرحلة ج. يعرض هذا المقال الموقع الجغرافي لمدينة أريحا والنشاطات الميدانية التي جرت فيها، كذلك التعرف على الديانة وطقوسها والموارد الاقتصادية التي اعتمد عليها إنسان اريحا، بالإضافة إلى تناول معلومات عديدة عن العمارة من حيث طبيعتها والأدوات من خلال شكلها ووظيفتها، وأيضاً الفنون التي مارسوها من خلال ما عثر عليه من تماثيل آدمية وحيوانية.
تعد أريحا الموقع الوحيد الذي قدمت فيه دراسة إنسانية برهنة على إمكانية وصول ثقافة جديدة من أصل غريب إلى موقع من دون أن يكون فيه ثمة أشخاص لكي يعتمدوها، فقد وصلت فعلاً جماعة جديدة هم المريبطيين إلى أريحا مع المرحلة ب من العصر الحجري الحديث ما قبل الفخار في الوقت نفسه بعض قصار الرأس (Branchycéphales). ومع ذلك فإن هؤلاء الواصلين الجدد لم يحلوا محل المتوسطين الضخام من الثقافة السلطانية، بل انضموا إليهم ليؤلفوا مجموعة مركبة عرقياً. ومن هنا يتوضح امتزاج السمات الثقافية بشكل حسي، وينتج تثاقف المرحلة ب من العصر الحجري الحديث ما قبل الفخار هنا دون لبس من إسهام عرقي هو توسع شعب قادم من سوريا ليغطي خلفية شعب أهلي دون أن يدمرها منصهراً فيها.
وهكذا يتأسس تصنيف مركبات المرحلة ب من العصر الحجري الحديث ما قبل الفخار في أريحا على الشكل التالي: فالعمارة والتسليح مع طريقة جديدة لاستخراج نصال الصوان، يحملان كما في الأناضول علامة القادمين الجدد الذين أحضروا معهم في الوقت نفسه زروعهم الشمالية ممثلة ببر القفقاس، وتمثل على العكس وثائق ذات صفة أكثر تدجينية مثل: شغل العظم والألياف النباتية، الموروث المحلي الذي استمر. وأخيراً فإن سمات أخرى خاصة بجماعات المرحلة ب من العصر الحجري الحديث ما قبل الفخار في أريحا، مثل: رؤؤس أريحا أو الاستخدام الكثيف بشكل خاص للكلس، هي كذلك تفردات محلية مزادة على تقنيات أتية من الخارج.

## الموقع الجفرافي
تقع أريحا Jerichoفي الغور الفلسطيني غرب نهر الأردن قريباً من الحضيض الشرقي لجبال رام الله- القدس, شمال شرقي القدس مسافة 37كم, وعند تقاطع خط الطول 35 درجة و27 دقيقة شرقاً وخط العرض 31 درجة و50 دقيقة و10 ثوان شمالاً. ولقد أقيمت أريحا على جزء من غور أريحا المحصور بين وادي العوجة شمالاً ونهر الأردن شرقاً والبحر الميت جنوباً وجبال رام الله - القدس غرباً, وهو يتسع هنا ليبلغ عرضه 18كم. ويمتد ظهيرها على النصف الجنوبي من غور الأردن الواقع دون مستوى سطح البحر أكثر من 260م, حيث تقع أريحا نفسها على ارتفاع 276م تحت سطح البحر. وأرضها غير مستقرة وعرضة للهزات الأرضية لوجودها في منطقة ذات صدوع. كما أن عيونها المائية ذات أصل صدعي. أما تربتها فتتكون من توضعات من الطمي والغرين الهابطين من المرتفعات الغربية, وتؤلف تربة خصبة وثروة طبيعية تدعم الزراعة, وهي الوظيفة الأساسية لظهير أريحا. وتغطي هذه التربة القاعدة الغضارية والمارنية العائدة لبحيرة اللسان(البحر الميت). ويسود أريحا وظهيرها مناخ مداري - صحراوي حتى شبه صحراوي, ويكون متوسط درجات الحرارة السنوية فيها 7¸23 درجة مئوية ومتوسط الأمطار السنوية 152مم, والتبخر السنوي 2000مم, ولا ينخفض معدل حرارة كانون الثاني عن 3¸9 درجة مئوية. فالمناخ غَوري دافئ شتاء وحار صيفاً مما يجعل من أريحا مشتىً نموذجياً ومنتجة للبواكير من الخضر والثمار. لكنها تعاني من عجز مائي سطحي دائم مما يضطر السكان إِلى الاعتماد على المياه الجوفية, إِذ لا تقوم في المنطقة زراعة من دون ري. وتتكوَّن مياهها السطحية من السيول الشتوية, ومياه ينابيع عين السلطان وعين النويعمة, وعين ديوك الذي يبعد نحو3كم إِلى الشمال الغربي من المدينة.
وقد احتفظت المدينة العربية باسمها الذي يعود إلى الأصل الكنعاني «يريحو» وهو اسم يدل على القمر «يَرَح» في الكنعانية والآرامية والعربية الجنوبية.

## تاريخ البحث الأثري
بدأت الاستطلاعات الأثرية للرحالة وعلماء الآثار الأوروبين منذ القرن الماضي (1868م) من قبل المهندس البريطاني تشارلز وارن، كما قام كل من عالمي الآثار ألمانيين كارل واتزنجير وإيرنست سلين بسلسلة تنقيبات أجريت من 1907-1909م وثانيةً في 1911م لإثبات قصة دمار أريحا المذكورة في العهد القديم حيث قاموا بجمع كمية كبيرة من المعلومات عن قصة يوشع والإسرائيليون، ولكنهم استنتجوا بأن أريحا كانت غير مسكونة وقت الغزو. وتتابعت السبور الأولى والتنقيبات بعد ذلك في التل الأثري الذي تبلغ أبعاده 307×160م. وهو يقع على مستوى دون سطح البحر في وسط واحة من النخيل ترويها مياه العيون المجاورة. ويرتفع رُكام حُطام الآثار من العصور المتعاقبة على تاريخ التل إِلى عشرين متراً. وقد تسببت الهزات الأرضية المتكررة وما نجم عنها من دمار الينابيع وجفافها في خراب عمران الموقع وابتعاد السكان عنه. وتمثل تنقيبات غارستانغ (1930 -1936م) إِبّان الانتداب البريطاني مرحلة مهمة في الكشف عن تاريخ المدينة وأدت إِلى الوصول إِلى طبقات العصر الحجري الحديث, ما قبل الفخار. واستؤنفت التنقيبات بإِدارة عالمة الآثار البريطانية كاثلين كنيون (1952-1958م) في موقع تل السلطان وعثرت على آثار تعود إِلى الحضارة النطوفية, وتوصلت إِلى معرفة الكثير عن حياة الناس في العصور الباكرة. وقدّمت معلومات مفصّلة عن العصر الحجري الحديث (8500-4500ق.م), واستطاعت أن تميز فيه ما بين مرحلتين: مرحلة ما قبل الفخار ومرحلة الفخّار.ولقد انتهت الدراسات الأثرية والتاريخية إِلى أن الموقع الأثري في أريحا يعد واحداً من أقدم مراكز الاستيطان في الشرق العربي القديم بعد موقع المريبط على الفرات وأقدم عمران مدني في فلسطين كما تدل الآثار المكتشفة التي عولجت بطريقة الفحم المشعّ 14 والتي يمكن تأريخها في حقبة ما بين 9686-7770ق.م. وقد سكن الموقع صيادون من العصر الحجري الوسيط وترتبط ثقافتهم بالعصر النطوفي الذي كان سائداً في أنحاء كثيرة من فلسطين. وتوازي هذه الثقافة مادياً ثقافة الكرمل المعاصرة لها. وتتبعها بعدئذ مرحلة انتقالية. ثم يأتي العصر الحجري الحديث (الألف السابع ق.م), الذي لا يعثر فيه على فخار ولكن تبدأ فيه بواكير الزراعة وبدايات الاستقرار، وفي الفترة ما بين 6600- 6000ق.م هجر موقع أريحا وقد عزى العلماء ذلك إلى أسباب مناخية.
ويبدو أن التل هجر في الألف الرابع ق.م حين بدأ العصر الحجري المعدني, وظهرت مستوطنة أخرى أُقيمت بجوار التل القديم عند تلول أبو العليق الذي جرت فيه تنقيبات في عام 1951م, وعثر فيه على آثار فخار رمادي اللون.
وتمتد بعض الآثار الموجودة لعصور ما قبل العصر الحجري ووجدت آثار تدل على التحصينات الدفاعية في جنوبي بلاد الشام خلال العصر البرونزي المبكر والعصر البرونزي المتوسط.

## الاقتصاد
أفترض البعض وجود الزراعة في أريحا ثم استبعد ذلك الافتراض بناء على أسس استنتاجية بحتة وقبل القيام بأي تحليل للبقايا النباتية، إذ كان كلوتون- بروك قد أكد على عدم وجود تأهيل للحيوانات في أريحا فقد كانت نتائج الدراسة النباتية التي قام بها هويف إيجابية فيما يتعلق بالزراعة. غير أن الأدلة كانت فقيرة فيما يتعلق بالقمح لا سيما وأن التحاليل كانت تتعلق بالتمييز بين القمح النشوي المعروف باسم (Triticum Diccoccum) والقمح النشوي البري المعروف باسم (Triticum Diccoccoides) الذي ينبت عفوياً في وادي الأردن، وكان الأول يُعتبر الشكل الأليف للنوع الثاني بعد تأهيله. كذلك تم العثور على ست حبات من الشعير المزدوج (Hordeum Distichum) وهو من النوع الأليف. بناء على ذلك شهدت المرحلة أ من العصر الحجري الحديث ما قبل الفخار في أريحا مرحلة زراعية كافية لتوليد أنواع جديدة من النباتات كالشعير ذو الصفين (Horeum distichum) وبر القفقاس المدجن والعدس المدجن (Lens culinaris) وحمّص (هذا يؤكد رأى كينيون التي أيدها العالم بريدوود 1937م إذ لا يمكن لقرية بهذا الحجم وعلى تلك الدرجة من الحضارة أن يعيش أهلها على التقاط النباتات).
اعتبر كل من تسوينر وكلوتون- بروك أن الخنازير الغنم والماعز البري ذو القرون حلزونية الشكل المعروف باسم (Capra Hircus aegagrus) في موقع أريحا من النوع الأليف وذلك بناء على القرون الملتوية، فموقع أريحا هو الوحيد الذي قدم الدليل على وجود فعلي للتدجين. كما دلت البقايا المكتشفة في موقع أريحا أن نسبة الغزال في المرحلة أ من العصر الحجري الحديث ما قبل الفخار تبلغ 9¸36% أما في المرحلة ب من العصر الحجري الحديث ما قبل الفخار فقد إنحدرت إلى 9¸13% (دي فو: 502).
توضح الأدلة الأثري انفتاح إنسان جريكو على العالم الخارجي المحيط به ومن تلك الأدلة استيراد الشذر من سيناء والأصداف من سواحل البحر، كذلك صناعته لأدواته من حجر الأوبسيديان، وهو مادة أحضرها من الأناضول لعدم توفرها في منطقته، ومن ناحية أخرى ففي المقابل قام إنسان جريكو بتصدير بعض المواد المتوفرة في بيئته مثل الملح والقار والكبريت (دي فو: 502).

## الديانة
الشعائر الجنائزية في أريحا في المرحلة أ من العصر الحجري الحديث ما قبل الفخار تجسدت بعقيدة الجماجم (Cultes des Cranes) أو عبادة الأسلاف. وهذه المرحلة عثر فيها على عدد كبير من الجماجم التي فصلت عن الأجساد، العديد من هذه الجماجم كان موضوعا على شكل دائرة ووجوهها نحو الداخل، وفي حالة أخرى شكلت ثلاث مجموعات كل مجموعة ثلاث جماجم تنظر كلها بنفس الاتجاه، وفي حالة ثالثة في حوض غريب من الكلس وبقرب جثة طفل كاملة وجدت مجموعة من جماجم الأطفال التي تدل فقراتها العنقية على أن الرؤوس قد قطعت ولم تجمع هكذا ببساطة في القبور. كما تذكر كينيون عقيدة التضحية بالأطفال (Sacrifice de enfants) لسبب لا نستطيع إدراكه.
إن الجماجم المكلسة من المرحلة ب من العصر الحجري الحديث ما قبل الفخار لها نفس شهرة البرج العائد للمرحلة أ من العصر الحجري الحديث ما قبل الفخار، وتعتمد شهرتها على كونها وثائق خاصة قليلة العدد. إن عادة وضع الجماجم بشكل منفصل ليست جديدة بل هي معروفة منذ المرحلة أ من العصر الحجري الحديث ما قبل الفخار وحتى من الصر النطوفي، ولكن التجديد الرئيسي كان اقترانها المقصود وذا الدلالة مع الأبنية التي وجدت بداخلها من جهة، ومن جهة أخرى تحضيرها الخاص إذ تم تقوية هذه الجماجم بالطين المضغوط كما أعيد تكوين وجه الميت باستخدام مادة طينية - كلسية وقد مثلت العيون بالصدف الذي وضع بشكل يظهر الشق الذي يفصل الفصين عامودي أو أفقي، ويبدو أن الطلاء الذي كسى الوجه والذي بقيت آثاره واضحة وكان لونه مثل لون جلد الإنسان هدف إلى تأكيد التشابه بين الجمجمة وصاحبها الحقيقي (حسب رأى كينيون) كما عثر على إحدى الجماجم رسمت بالمغرة الحمراء خطوط بنية متلاصقة كإشارة لشعر الرأس. لقد وجدت هذه الجماجم المقولبة (Crânes modelés) عموماً على شكل مجموعات، واحدة ضمت سبع جماجم ومجموعتان آخرتان وجدتا في غرفة مجاورة لنفس البيت الذي وجدت فيه المجموعة الأولى. ولا يدل وضع هذه الجماجم على عملية دفن ثنائي وجزئي وإنما كانت تمثل أثاثاً جنائزياً ظاهراً لم يطمر إلا عندما أعيد ترميم بيوت السكن فيما بعد.
ولقد وجدت في داخل البيوت تحت الأرضيات المليسة قبور تجمعت فيها الجثث بأعداد كبيرة وصل عددها الأربعين في إحدى الحالات، وكانت الجثث إما كاملة أو بلا رؤوس وأحياناً شديدة البعثرة، ومع ذلك فقد بقيت بعض العظام متصلة مع بعضها. وقد استنتجت كينيون أن الجماجم قد نزعت بفضل قدرة عالية على التلحيم (تقطيع الجثة) إضافة إلى عناية فائقة حافظت على أوتار الفضلات بما يضمن بقاء أجزاء مرتبطة مع بعضها، لقد عثرت كينيون على الجماجم المقولبة في بيتان فقط أحد هذه البيوت أعطى جماجم وفي البيت الآخر وجدت جمجمة واحدة، وفي بيت ثالث عثر عليه غارستينغ. كما عثر على إثني عشر هيكلاً مدفوناً من المرحلة ب من العصر الحجري الحديث ما قبل الفخار في الدرج الداخلي للبرج العائد إلى المرحلة أ من العصر الحجري الحديث ما قبل الفخار المطمور حتى ثلاثة أرباعه بعد أن بطل استخدامه.
إن الجماجم والقبور ليست التعبير الوحيد عن ديانة أريحا، فقد كشف عن العديد من الأبنية ذات الأشكال الغريبة سواء من قبل كينيون أو غارستينغ، وقد فسرت هذه الأبنية على أنها معابد. ولقد وجد البناء الأول من قبل غارستينغ وتألف من مدخل برواق له ستة أوتاد تلي المدخل باحة فيها قواعد لأربعة أعمدة كانت ترفع السقف وأخيراً صور البناء صالة أبعادها 6×4م، كما عثر على عدة تماثيل صغيرة من الطين من منطقة خارج المدخل، لذلك فإن على أساس مخطط هذا البناء والقرب النسبي للتماثيل فقط اعتبر البناء ذي وظيفة دينية ولكن البعض أمثال كوفان يقترح أن تسمى مثل هذه الأبنية الباكرة حرماً أو مزاراً (Sanctuaire) وليس معبداً لأنها لم تكن مخصصة لإله معين له وظيفة محددة مثل المعابد منذ الألف الثالث قبل الميلاد. وقد كشفت كينيون بدورها بناءً تألف من غرفة كبيرة أبعادها 6×4م حفرفي وسطها حوض فيه آثار نار أيضاً في زوايا هذه الغرفة المركزية ظهرت أنواع من المذابح الدائرية ذات السقوف المعقودة كما وجدت كينيون في هذا البناء تمثالين نسائيين. كما عثر على بيت عادي قسم بواسطة جدار، وفي إحدى الغرف حفرت فرضة دائرية وفيها حجر خام كبير يظهر وكأنه قاعدة وبقربه وجد عمود صغير وغريب من الحجر البركاني طوله 46سم وقطره 18سم يعتقد أنه وضع على تلك القاعدة، وقد فسرته كينيون على أنه مُصلى عائلي (Family Chapel) وشبهت العمود الصغير بالنصب المسمى مسبوت (Masseboth) لدى الساميين.

## العمارة
تقدر المساحة التي شغلتها أريحا في المرحلة أ من العصر الحجري الحديث ما قبل الفخار بحوالي ثلاثة هكتارات (هنري، سيفيلو 1974: 37، وقد ظهرت آثار هذه المرحلة في الأنفاق الثلاثة التي جرى تنقيبها في الأجزاء الشمالية والجنوبية والغربية من الموقع. كانت المساكن المكتشفة في الموقع مستديرة الشكل ومعبأة بالتراب، أما الدخول إلى كل منها فيتم بواسطة درجات. وهناك حائط يغلف الوجه الداخلي للحفرة الدائرية وهو مبني باللبن المتطاول الذي يشبه شكل الخبز الفرنسي، أما اللبن نفسه فيحتوي على عناصر خشبية.
كما ظهر في أريحا (المرحلة أ من العصر الحجري الحديث ما قبل الفخار) برج ضخم مبني من الحجارة يبلغ ارتفاعه 50¸8م ويصل عرضه عند القاعدة إلى 10م، يقود إلى قمته درج مؤلف من 22درجة، كما ظهر جدار (سور) طوله 8م وعرضه 3م وارتفاعه 50¸8م يستند على البرج مبني من الحجر، ويحيط بهذا السور خندق محفور بالصخر بعمق 70¸2م وعرضه 20¸3م. وقد ظهر استمرار لهذا الجدار لكن بعرض أقل في النفقين الجنوبي والشمالي، وقد اعتبرته كينيون سوراً دفاعياً أولاً غير أن بيرو يعتقد بأن البرج يبرز نحو داخل الجدار وليس نحو خارجه، كما أن جوار الجدار يغص بحفر الصوامع أو بالمساكن التي تعرقل حركة المرور وتسده تدريجياً. بناء على ذلك فأن الوظيفة الدفاعية للسور ليست واضحة، ومهما يكن من أمر فأن الجدار بحد ذاته عمل جماعي هام يبين لنا أفق التنظيم الجماعي والفاعلية المشتركة لأهل القرية (هنري، سيفيلو 1974: 38).
أما المسكن في المرحلة ب من العصر الحجري الحديث ما قبل الفخار فتتصوره كينيون مستطيل الشكل ومؤلف من عدة حجيرات تلتف حول باحة تعج بالحفر المستخدمة مواقد للنار. أما الحيطان فهي مبنية من اللبن المجفف ومصنوعة باليد على هيئة السيجار المنبسط، وعلى وجه اللبنة العلوي طبعات لبصمات أصابع الصانع الغاية منها تسهيل التصاق الطينة التي تربط بين لبنة وأخرى. أما أرضية المسكن فهي من التراب المفروش بطبقة من الملاط الجصي ذو الوجه الناعم والصقيل، وغالباً ما تكون هذه الحصيرة الجصية ملونة بالأحمر أو أن تكون بلون الكريم وقد سميت بالأرضية المكلسة (Plastered Floor) من قبل الانكلو-ساكسون. وبناء على محتويات الأنقاض داخل المسكن لا بد أن كانالمسكن مسقوفاً بالتراب والقصب. وقد عثرت كينيون في أحد المساكن على محراب مدور منقور في أحد الحيطان وبداخل المحراب عمود صغير من حجر البازلت كانت ملقاة قرب المحراب ولا بد أن كانت ترتكز على قطعة من الحجر الخام (قبل الكشف عن مساكن مشابهة له في موقع المنحطة اعتبرت كينيون هذا البناء معبداً).
عثر على منازل دائرية مبنية من الحجر وحيطانها مائلة إلى الداخل، ويغلب أن ذلك يرجع إلى كون سقوفها كانت محدبة، أما أرضية تلك المنازل فكانت من الطين المدكوك وجدرانها من اللبن النيء (Brique crue) وهي تؤرخ من الناحية الزمنية بحوالي عام 6800ق.م. وهناك منازل أخرى مستطيلة تتميز بكون حيطانها وأرضياتها مطلية بالجص الملون الأحمر، وهي تتكون بشكل رئيسى من حجرة كبيرة رئيسية، وحجرة أو حجرتين داخليتين وتصطف هذه الحجرات حول الفناء (ميلارت: 265- سليم 2000 : 293).
اكتشفت السيدة كينيون في بقعة واحدة من الموقع مساحتها 5م2 مسكن مؤقت ومحدود للغاية، ونسبت هذه المسكن إلى بواكير العصر الحجري الحديث، وتضم هذه البقعة في طياتها عددا من الأرضيات المتعاقبة التي تنتهي بحدبات صغيرة اعتبرتها كينيون قواعد لحمل بنيان خفيف كان سكانه من البدو على حد قول كينيون.

## الأدوات
ظهرت في المرحلة أ من العصر الحجري الحديث ما قبل الفخار أداة ذات حدين كانت مخصصة للقص: هي الفأس المعروفة باسم فأس موقع الطاحون (حسب حجمها) وتتمتع هذه الأداة بطرف حاد وقاطع توصل إليه الصانع بطريقة الشطف الاعتراضي للقطعة الصوانية، بالإضافة إلى المقدة الصوانية ثنائية الوجه (Biface) وهي نوع من البلطات أو المقصات ذات القاطع المسنون بواسطة تشذيب جانبي، كما تميزت هذه الفترة بنمط جديد من النصل- المنجل الصواني من النمط المسمى (بيت تعمير). كما ظهرت الأدوات العظمية المنوعة كالمقدات والأبر والمخارز والسكاكين المسطحة مما يشير إلى تطور صناعة النسيج والملابس والسلال التي تنوعت تقنيات صناعتها في أريحا، فمنها السلال الحلزونية والسلال الحبلية والسلال ذات الطبقات المتراكبة (الفترة ما بين 8300- 7600ق.م).
في الفترة ما بين 7600- 6600ق.م وصلت صناعة النصال ذات الشكل بالقارب إلى أريحا، كما وصلت إليها رؤوس نبال جبيل التي عثر على رؤوس مشابهة لها ولكن الجناحان الجانبيين مشظفان نحوالوراء وتسمى رؤوس أريحا، أما نبال منطقة العمق ذات المقطع المثلث فهي الأكثر شيوعاُ في أريحا. عرفت أريحا خلال هذه الفترة الأدوات المصقولة لأول مرة: بعض الفؤوس المصنوعة من الحجر الصلد (مستوردة)، أما أدوات القطع المنحوتة فإنها محورة تحويراً خفيفاً كما أنها استمراراً لمثيلاتها المصنوعة في الفترات السابقة.
أما في الفترة ما بين 6600- 6000ق.م فقد عثر على رؤوس النبال البيضوية ورؤوس جبيل التي تدلنا على أسلحة متطورة في هذه الفترة عن الفترة السابقة، كما غلب في هذه الفترة في أريحا استعمال النصال المهذبة تهذيباً منبسطاً.
طور إنسان أريحا في تصنيع الأدوات الزراعية كالمناجل والرحى والأجران والمثاقب والمكاشط وأدوات الصيد وبخاصة رؤوس النبال.

## الفنون
عثر في الفترة ما بين 7600- 6600ق.م في موقع أريحا على العديد من التماثيل الحيوانية الطينية (الثيران). كما ظهرت دميتان في الموقع تتميز بسمة مشتركة وهي تركز الفنان على إبراز منطقة الخصر، وتنفرد بالإيماءة التقليدية التي تكون فيها الذراعان تحت الثديين.كما عثرنا على تماثيل طينية ترتكز على قواعد من نبات القصب، وقد اعتبر جارستينغ رأس أحد تلك الدمى رأس رجل بسبب الخطوط الشعاعية المدهونة باللون الترابي على الذقن والتي تبدو بأنها ترمز إلى اللحية.
إن التماثيل الطينية التي وجدتها كينيون أتت من المعبد ذي المحاريب الأربعة وهي تمثل أشكالاً حيوانية لبقريات منوعة واحدة منها واضحة الصفات، وهناك تمثالان نسائيان أحدهما يحمل ملامح غامضة رأسها مكسور وترتدي ثوباً طويلاً فضفاضاً ضيقاً خصره، أذرعها مثنية (Akimbo) والأيدي تحت الصدر (الربة الأم).
لقد وجد نوع مختلف تماماً من التماثيل من قبل جارسينغ ثم من قبل كينيون، هذه التماثيل وجدت في العصر الحجري الحديث ما قبل الفخار وهي تماثيل حقيقية لها حجم كبير مصنوعة من الطين على قاعدة من القصب مقطعها مسطح جداً (يمكن رؤيتها من الأمام). لقد كانت التماثيل التي وجدها جارستينغ في حالة مشوهة كثيراً وهي تضم مجموعتين تتألف كل واحدة من ثلاثي (رجل- امرأة- طفل) الرجل صور تقريباً بالحجم الطبيعي والمرأة بنصف الحجم والطفل ليس أكبر من حجم اللعبة تقريباً، وكان الطين الذي صنعت منه التماثيل أملساً ومطلياً بعجينة حمراء. إن العناصر الوحيدة التي بقيت واضحة ومحفوظة في المجموعة الأولى هو الرأس الجميل جداً والذي تدل لحيته المبسطة والممثلة بواسطة خطوط على أنه رجل، وفي المجموعة الثانية هناك قدم بأصابعها الدقيقة التي حفظت بفضل تعرضها للحريق النصفي من موقد وجدت بجواره.
أن الأجزاء التي عثر عليها من قبل كينيون أمكن ترميمها بشكل أفضل لأنها ضمت رأساً أكثر تبسيطاً من الرأس الذي وجده جارستينغ كما ضمت الصدر أيضاً. وأخيراً هناك تمثال آخر يعود للعصر الحجري الحديث ما قبل الفخار ب من أريحا هو رأس من العظم قفاه مسطح.